# Adolph Keferstein
Heinrich Christoph Adolph Keferstein (* 4. August 1773 in Kröllwitz; † 12. August 1853 in Weida) war ein deutscher Papiermacher, Unternehmer und Erfinder.

## Leben
Keferstein stammte aus einer alteingesessenen Papiermüllerfamilie. Schon früh wurde er durch seinen Vater Georg Christoph Keferstein in die Herstellung von Papier eingeführt. 1802 übernahm er die väterliche Papiermühle, die schon seit 1700 in Weida betrieben wurde, aber beim Tod des Vaters im Jahr 1802 unter der Leitung seines Bruders stand.
Sein großes Interesse galt der Entwicklung und Konstruktion einer Tuchscher- und Spinnmaschine und der Entwicklung einer Papier-Endlosmaschine, zu der er 1816 einen Entwurf zeichnete. 1819 entwarf er eine Rundsiebmaschine, die 60 Ellen lange Papierbögen erzeugte. Diese in Weida entwickelte und überwiegend aus Holz gefertigte Papiermaschine gilt als die erste dieser Art im deutschsprachigen Raum, ließ sich jedoch aufgrund der Holzbauweise nicht professionell einsetzen. Erst nach Ablauf eines seit 1818 von einem Briten gehaltenen preußischen Patents auf diesen Maschinentyp, der ihm die alleinige Produktion sicherte, im Jahr 1833, wurden auf Kefersteins Konstruktion aufbauend in Deutschland Maschinen produziert, die auch in der deutschen Papierindustrie zum Einsatz kamen. Außerdem zeichnete Keferstein Pläne für die Weimarer Wasserwerke. Aus seinen Arbeiten konnte Keferstein größtenteils kein Kapital schlagen. 
Keferstein war seit 1798 mit der Tochter des Predigers Schwalenberg aus Berßel verheiratet. Aus der Ehe gingen vier Söhne hervor, drei starben im Kindesalter. Sein Neffe Christian Keferstein war Mineraloge und Ethnograph. 

## Schriften
Ein Verzeichnis seiner bis 1795 gedruckten Arbeiten befindet sich im Biographisch-literarischen Handwörterbuch zur Geschichte der exacten Wissenschaften von Poggendorff, Band I, S. 1234.